# Temporada 1972-73 de Los Angeles Lakers
La temporada 1972-73 fue la vigésimo quinta de los Lakers en la NBA, y la decimotercera en su ubicación en Los Ángeles, California. La temporada regular acabaron con 60 victorias y 22 derrotas, ocupando el segundo puesto de la Conferencia Oeste y clasificándose para los playoffs, cayendo en las Finales ante los New York Knicks, en una repetición de la final del año anterior.

## Elecciones en elDraft
| Ronda | Puesto | Jugador      | Posición | Nacionalidad   | Universidad     |
| ----- | ------ | ------------ | -------- | -------------- | --------------- |
| 1     | 13     | Travis Grant | Alero    | Estados Unidos | Kentucky State* |
| 2     | 16     | Jim Price    | Base     | Estados Unidos | Louisville      |
| 2     | 22     | Paul Stovall | Alero    | Estados Unidos | Arizona State   |

## Temporada regular
| División Pacífico       | División Pacífico | División Pacífico | División Pacífico | División Pacífico | División Pacífico | División Pacífico | División Pacífico | División Pacífico |
| Equipo                  | G                 | P                 | %                 | PD                | Casa              | Fuera             | Neutral           | Div               |
| ----------------------- | ----------------- | ----------------- | ----------------- | ----------------- | ----------------- | ----------------- | ----------------- | ----------------- |
| y-Los Angeles Lakers    | 60                | 22                | .732              | –                 | 30–11             | 28–11             | 2–0               | 22–4              |
| x-Golden State Warriors | 47                | 35                | .573              | 13                | 27–14             | 18–20             | 2–1               | 14–12             |
| Phoenix Suns            | 38                | 44                | .463              | 22                | 22–19             | 15–25             | 1–0               | 14–12             |
| Seattle SuperSonics     | 26                | 56                | .317              | 34                | 16–25             | 10–29             | 0–2               | 9–17              |
| Portland Trail Blazers  | 21                | 61                | .256              | 39                | 13–28             | 8–32              | 0–1               | 6–20              |

## Playoffs

### Semifinales de Conferencia
Los Angeles Lakers vs. Chicago Bulls 
| Fecha       | Partido                                   | Ciudad      |
| ----------- | ----------------------------------------- | ----------- |
| 30 de marzo | Los Angeles Lakers 107, Chicago Bulls 104 | Los Ángeles |
| 1 de abril  | Los Angeles Lakers 108, Chicago Bulls 93  | Los Ángeles |
| 6 de abril  | Chicago Bulls 96, Los Angeles Lakers 86   | Chicago     |
| 8 de abril  | Chicago Bulls 98, Los Angeles Lakers 94   | Chicago     |
| 10 de abril | Los Angeles Lakers 123, Chicago Bulls 102 | Los Ángeles |
| 13 de abril | Chicago Bulls 101, Los Angeles Lakers 93  | Chicago     |
| 15 de abril | Los Angeles Lakers 95, Chicago Bulls 92   | Los Ángeles |
|             | Los Angeles Lakers gana las series 4-3    |             |

### Finales de Conferencia
Los Angeles Lakers vs. Golden State Warriors 
| Fecha       | Partido                                           | Ciudad      |
| ----------- | ------------------------------------------------- | ----------- |
| 17 de abril | Los Angeles Lakers 101, Golden State Warriors 97  | Los Ángeles |
| 19 de abril | Los Angeles Lakers 104, Golden State Warriors 93  | Los Ángeles |
| 21 de abril | Golden State Warriors 70, Los Angeles Lakers 126  | Oakland     |
| 23 de abril | Golden State Warriors 117, Los Angeles Lakers 109 | Oakland     |
| 25 de abril | Los Angeles Lakers 128, Golden State Warriors 118 | Los Ángeles |
|             | Los Angeles Lakers gana las series 4-1            |             |

### Finales de la NBA
Los Angeles Lakers vs. New York Knicks
| Fecha      | Partido                                     | Ciudad      |
| ---------- | ------------------------------------------- | ----------- |
| 1 de mayo  | Los Angeles Lakers 115, New York Knicks 112 | Los Ángeles |
| 3 de mayo  | Los Angeles Lakers 95, New York Knicks 99   | Los Ángeles |
| 6 de mayo  | New York Knicks 87, Los Angeles Lakers 83   | Nueva York  |
| 8 de mayo  | New York Knicks 103, Los Angeles Lakers 98  | Nueva York  |
| 10 de mayo | Los Angeles Lakers 93, New York Knicks 102  | Los Ángeles |
|            | New York Knicks gana las finales 4-1        |             |

## Estadísticas
| Rk | Jugador          | Edad | P  | PT | MP   | TC  | TCI  | %TC  | TL  | TLI | %TL  | RB   | AS  | FP  | PTS  |
| -- | ---------------- | ---- | -- | -- | ---- | --- | ---- | ---- | --- | --- | ---- | ---- | --- | --- | ---- |
| 1  | Wilt Chamberlain | 36   | 82 |    | 43.2 | 5.2 | 7.1  | .727 | 2.8 | 5.5 | .510 | 18.6 | 4.5 | 2.3 | 13.2 |
| 2  | Jim McMillian    | 24   | 81 |    | 36.5 | 8.1 | 17.7 | .458 | 2.8 | 3.3 | .845 | 5.5  | 2.7 | 2.2 | 18.9 |
| 3  | Jerry West       | 34   | 69 |    | 35.7 | 9.0 | 18.7 | .479 | 4.9 | 6.1 | .805 | 4.2  | 8.8 | 2.0 | 22.8 |
| 4  | Gail Goodrich    | 29   | 76 |    | 35.5 | 9.9 | 21.3 | .464 | 4.1 | 4.9 | .840 | 3.5  | 4.4 | 2.5 | 23.9 |
| 5  | Bill Bridges     | 33   | 72 |    | 34.6 | 4.0 | 8.3  | .479 | 1.8 | 2.6 | .700 | 10.9 | 2.7 | 3.6 | 9.8  |
| 6  | Happy Hairston   | 30   | 28 |    | 33.5 | 5.6 | 11.7 | .482 | 5.0 | 6.4 | .787 | 13.2 | 2.4 | 2.8 | 16.3 |
| 7  | Keith Erickson   | 28   | 76 |    | 25.3 | 3.9 | 9.2  | .430 | 1.2 | 1.4 | .809 | 4.4  | 3.2 | 2.5 | 9.0  |
| 8  | Leroy Ellis      | 32   | 10 |    | 15.6 | 1.1 | 4.0  | .275 | 0.4 | 0.5 | .800 | 3.3  | 0.3 | 1.3 | 2.6  |
| 9  | Pat Riley        | 27   | 55 |    | 14.6 | 3.0 | 7.1  | .428 | 1.2 | 1.5 | .793 | 1.2  | 1.5 | 2.3 | 7.3  |
| 10 | Jim Price        | 23   | 59 |    | 14.0 | 2.7 | 6.1  | .440 | 1.0 | 1.2 | .822 | 1.9  | 1.6 | 2.0 | 6.4  |
| 11 | Mel Counts       | 31   | 59 |    | 10.4 | 2.2 | 4.7  | .457 | 0.7 | 1.0 | .672 | 4.0  | 1.1 | 1.7 | 5.0  |
| 12 | Flynn Robinson   | 31   | 6  |    | 7.8  | 2.3 | 4.7  | .500 | 1.0 | 1.3 | .750 | 1.2  | 1.3 | 1.8 | 5.7  |
| 13 | John Trapp       | 27   | 5  |    | 7.0  | 0.6 | 2.4  | .250 | 1.4 | 2.0 | .700 | 2.8  | 0.4 | 2.0 | 2.6  |
| 14 | Bill Turner      | 28   | 19 |    | 6.2  | 0.9 | 2.7  | .327 | 0.2 | 0.4 | .571 | 1.3  | 0.6 | 0.7 | 2.0  |
| 15 | Roger Brown      | 22   | 1  |    | 5.0  | 0.0 | 0.0  |      | 1.0 | 3.0 | .333 | 0.0  | 0.0 | 1.0 | 1.0  |
| 16 | Travis Grant     | 23   | 33 |    | 4.6  | 1.5 | 3.5  | .440 | 0.7 | 0.8 | .885 | 1.6  | 0.2 | 0.6 | 3.8  |

## Galardones y récords
| Jugador          | Galardón                                                             |
| Jerry West       | Mejor Quinteto de la NBA Mejor quinteto defensivo de la NBA All-Star |
| Wilt Chamberlain | Mejor quinteto defensivo de la NBA All-Star                          |
| Jim Price        | Mejor quinteto de rookies de la NBA                                  |
| Gail Goodrich    | All-Star                                                             |